# Mylabris aperta
Mylabris aperta es una especie de coleóptero de la familia Meloidae.

## Distribución geográfica
Habita en el este de África.